# Alfred Edmund Brehm
Alfred Edmund Brehm (Unterrenthendorf, atual Renthendorf, 2 de fevereiro de 1829 - Renthendorf, 11 de novembro de 1884) foi um zoólogo e escritor alemão, filho de Christian Ludwig Brehm. 
Graças ao seu livro "Brehms Tierleben", seu nome converteu-se em sinônimo de literatura sobre zoologia.

## Obras
- Illustrirtes Thierleben, (1864–1869), in späteren Ausgaben als Brehms Tierleben bekannt
- Reiseskizzen aus Nordost-Afrika, (1853)
- Reiseskizzen aus Nordamerika, (1855)
- Leben der Vögel, (1861, 2. Auflage 1868)
- Ergebnisse einer Reise nach Habesch, (1863)
- Die Thiere des Waldes, zweibändig, (zusammen mit Emil Adolf Roßmäßler, 1863–67)
- Gefangene Vögel. Ein Hand- und Lehrbuch für Liebhaber und Pfleger einheimischer und fremdländischer Käfigvögel, (1872, mit vielen Wissenschaftlern)
- Reise zu den Kirgisen. Aus dem Sibirientagebuch 1876, (1982)